# Rugby sevens nos Jogos Olímpicos de Verão de 2020 - Qualificação masculina
Este artigo detalha a fase de qualificação masculina do rugby sevens nos Jogos Olímpicos de Verão de 2020. (As Olimpíadas foram adiadas para 2021 devido à pandemia de COVID-19). Doze equipes conseguiram qualificação para o torneio. O Japão qualificou automaticamente como país-sede, com as quatro melhores equipes da Série Mundial de Sevens Masculino de 2018-19 conquistando vagas. Após isso, a qualificação é determinada com cada uma das seis confederações continentais determinando um representante e a vaga restante sendo determinada após um torneio de qualificação internacional de sevens.

## Linha do tempo
| Evento                                                                     | Datas                                       | Local        | Vagas | Qualificados   |
| -------------------------------------------------------------------------- | ------------------------------------------- | ------------ | ----- | -------------- |
| País-sede                                                                  | 7 de setembro de 2013                       | Buenos Aires | 1     | Japão          |
| Série Mundial de Rugby Sevens de 2018-2019                                 | 30 de novembro de 2018 a 2 de junho de 2019 | Várias       | 4     | Fiji           |
| Série Mundial de Rugby Sevens de 2018-2019                                 | 30 de novembro de 2018 a 2 de junho de 2019 | Várias       | 4     | Estados Unidos |
| Série Mundial de Rugby Sevens de 2018-2019                                 | 30 de novembro de 2018 a 2 de junho de 2019 | Várias       | 4     | Nova Zelândia  |
| Série Mundial de Rugby Sevens de 2018-2019                                 | 30 de novembro de 2018 a 2 de junho de 2019 | Várias       | 4     | África do Sul  |
| Torneio Sul-Americano de Qualificação Olímpica de Sevens Masculino de 2019 | 29 e 30 de junho de 2019                    | Santiago     | 1     | Argentina      |
| Torneio de Sevens Masculino da RAN de 2019                                 | 6–7 July 2019                               | George Town  | 1     | Canadá         |
| Torneio Europeu de Qualificação Olímpica de Sevens Masculino de 2019       | 13 e 14 de julho de 2019                    | Colomiers    | 1     | Grã-Bretanha   |
| Campeonato de Sevens Masculino da Oceania de 2019                          | 7 a 9 de novembro de 2019                   | Suva         | 1     | Austrália      |
| Campeonato Africano de Sevens Masculino de 2019                            | 8 e 9 de novembro de 2019                   | Joanesburgo  | 1     | Quênia         |
| Torneio Asiático de Qualificação Olímpica de Sevens Masculino de 2019      | 23 e 24 de novembro de 2019                 | Incheon      | 1     | Coreia do Sul  |
| Torneio Final de Qualificação Olímpica de Sevens Masculino de 2021         | 19 e 20 de junho de 2021                    | Mônaco       | 1     | Irlanda        |
| Total                                                                      | Total                                       | Total        | Total | 12             |

## Série Mundial de Rugby Sevens de 2018-2019
Como a principal rota para o torneio, quatro vagas foram determinadas por performance na série após dez torneios.
| Equipes fixas 2018–19 | Equipes fixas 2018–19 | Equipes fixas 2018–19 | Equipes fixas 2018–19 | Equipes fixas 2018–19 | Equipes fixas 2018–19 | Equipes fixas 2018–19 | Equipes fixas 2018–19 | Equipes fixas 2018–19 | Equipes fixas 2018–19 | Equipes fixas 2018–19 | Equipes fixas 2018–19 | Equipes fixas 2018–19 |
| Pos                   | Equipe                | · Dubai               | · Cidade do Cabo      | · Hamilton            | · Sydney              | · Las Vegas           | · Vancouver           | · Hong Kong           | · Singapura           | · Londres             | · Paris               | Pontos totais         |
| --------------------- | --------------------- | --------------------- | --------------------- | --------------------- | --------------------- | --------------------- | --------------------- | --------------------- | --------------------- | --------------------- | --------------------- | --------------------- |
| 1                     | Fiji                  | 13                    | 22                    | 22                    | 15                    | 12                    | 17                    | 22                    | 19                    | 22                    | 22                    | 186                   |
| 2                     | Estados Unidos        | 19                    | 19                    | 19                    | 19                    | 22                    | 15                    | 17                    | 15                    | 17                    | 15                    | 177                   |
| 3                     | Nova Zelândia         | 22                    | 15                    | 17                    | 22                    | 17                    | 13                    | 12                    | 12                    | 13                    | 19                    | 162                   |
| 4                     | África do Sul         | 12                    | 17                    | 15                    | 13                    | 10                    | 22                    | 10                    | 22                    | 10                    | 17                    | 148                   |
| 5                     | Inglaterra            | 17                    | 13                    | 8                     | 17                    | 13                    | 12                    | 10                    | 17                    | 2                     | 5                     | 114                   |
| 6                     | Samoa                 | 8                     | 7                     | 12                    | 3                     | 19                    | 10                    | 15                    | 13                    | 8                     | 12                    | 107                   |
| 7                     | Austrália             | 15                    | 10                    | 10                    | 12                    | 10                    | 8                     | 5                     | 10                    | 19                    | 5                     | 104                   |
| 8                     | França                | 7                     | 5                     | 2                     | 10                    | 1                     | 19                    | 19                    | 8                     | 15                    | 13                    | 99                    |
| 9                     | Argentina             | 10                    | 8                     | 5                     | 8                     | 15                    | 10                    | 13                    | 10                    | 5                     | 10                    | 94                    |
| 10                    | Escócia               | 10                    | 10                    | 13                    | 1                     | 8                     | 5                     | 8                     | 7                     | 7                     | 3                     | 72                    |
| 11                    | Canadá                | 5                     | 5                     | 10                    | 5                     | 3                     | 7                     | 1                     | 5                     | 10                    | 8                     | 59                    |
| 12                    | Espanha               | 5                     | 12                    | 5                     | 10                    | 7                     | 3                     | 3                     | 2                     | 1                     | 1                     | 49                    |
| 13                    | Quênia                | 1                     | 3                     | 7                     | 1                     | 5                     | 1                     | 5                     | 3                     | 1                     | 10                    | 37                    |
| 14                    | País de Gales         | 3                     | 2                     | 1                     | 5                     | 2                     | 5                     | 2                     | 5                     | 5                     | 1                     | 31                    |
| 15                    | Japão                 | 2                     | 1                     | 1                     | 7                     | 1                     | 2                     | 7                     | 1                     | 3                     | 2                     | 27                    |

- Notas:

1. 1 2 3  Devido a um acordo entre as três uniões da ilha da Grã-BretanhaBy agreement between the three unions on the island of Great Britain (Inglaterra, Escócia e País de Gales), a Inglaterra, como a nação de melhor posição na Série de 2017-18, representou a Grã-Bretanha na qualificação para os Jogos Olímpicos de 2020.[5] Os arranjos finais da equipe masculina da Grã-Bretanha foram realizados pela Associação Olímpica Britânica.

## África
A Rugby Africa realizou o Torneio de Rugby Sevens Masculino da África em 9 e 10 de novembro de 2019 em  Joanesburgo, África do Sul, com os torneios regionais de 2018 servindo como qualificatórios para o torneio final. A seleção vencedora, o Quênia, ganhou vaga direta para os Jogos Olímpicos, enquanto Uganda e Zimbábue receberam vagas para o Torneio Final de Qualificação Olímpica. A África do Sul já havia garantido vaga ao terminar entre os quatro melhores da Série Mundial de Rugby Sevens 2018-19.
Equipes da primeira rodada
- Botsuana
- Gana
- Costa do Marfim
- Quênia
- Madagáscar
- Maurício
- Marrocos
- Namíbia
- Nigéria
- Senegal
- Tunísia
- Uganda
- Zâmbia
- Zimbábue

Grupo A
| Equipe     | Pds | V | E | D | PP | PC  | SP   | Pts |
| ---------- | --- | - | - | - | -- | --- | ---- | --- |
| Zimbábue   | 3   | 3 | 0 | 0 | 81 | 19  | +62  | 9   |
| Madagáscar | 3   | 2 | 0 | 1 | 93 | 43  | +50  | 7   |
| Zâmbia     | 3   | 1 | 0 | 2 | 47 | 59  | –12  | 5   |
| Nigéria    | 3   | 0 | 0 | 3 | 19 | 119 | –100 | 3   |

Grupo B
| Equipe  | Pds | V | E | D | PP  | PC  | SP   | Pts |
| ------- | --- | - | - | - | --- | --- | ---- | --- |
| Quênia  | 3   | 3 | 0 | 0 | 107 | 7   | +100 | 9   |
| Uganda  | 3   | 2 | 0 | 1 | 94  | 53  | +41  | 7   |
| Namíbia | 3   | 1 | 0 | 2 | 55  | 87  | –32  | 5   |
| Senegal | 3   | 0 | 0 | 3 | 31  | 140 | –109 | 3   |

Fase eliminatória
|  | Semifinais                             | Semifinais                             |    |                                | Final                          | Final |  |
|  |                                        |                                        |    |                                |                                |       |  |
|  | 9 de novembro – 13:00 – Estádio Bosman |                                        |    |                                |                                |       |  |
|  | Zimbábue                               | 12                                     |    |                                |                                |       |  |
|  | Uganda                                 | 21                                     |    |                                |                                |       |  |
|  |                                        |                                        |    |                                |                                |       |  |
|  |                                        |                                        |    |                                | 9 de novembro – Estádio Bosman |       |  |
|  |                                        |                                        |    |                                | Uganda                         | 0     |  |
|  |                                        | Quênia                                 | 29 |                                |                                |       |  |
|  |                                        |                                        |    |                                |                                |       |  |
|  |                                        |                                        |    |                                |                                |       |  |
|  |                                        |                                        |    |                                | Third place                    |       |  |
|  | 9 de novembro – 13:22 – Estádio Bosman | 9 de novembro – 13:22 – Estádio Bosman |    | 9 de novembro – Estádio Bosman | 9 de novembro – Estádio Bosman |       |  |
|  | Quênia                                 | 40                                     |    | Zimbábue                       | 24                             |       |  |
|  | Madagáscar                             | 14                                     |    |                                | Madagáscar                     | 7     |  |

## América do Norte
A Rugby Americas North realizou o Torneio de Rugby Sevens da RAN em 6 a 7 de julho de 2019 em Grande Caimão. O Canadá ganhou o torneio e garantiu qualificação direta para os Jogos Olímpicos de 2020. A vice-campeã e a terceira colocada, Jamaica e México, progrediram para o torneio final de qualificação para disputar a última vaga para os Jogos. Os Estados Unidos qualificaram ao ficar entre os quatro primeiros da Série Mundial de Rugby Sevens.
Grupo A
| Equipe   | Pds | V | E | D | PP  | PC  | SP   | Pts |
| -------- | --- | - | - | - | --- | --- | ---- | --- |
| Canadá   | 3   | 3 | 0 | 0 | 151 | 5   | +146 | 9   |
| México   | 3   | 2 | 0 | 1 | 60  | 61  | –1   | 6   |
| Bermudas | 3   | 1 | 0 | 2 | 17  | 101 | –84  | 3   |
| Barbados | 3   | 0 | 0 | 3 | 27  | 88  | –61  | 0   |

Grupo B
| Equipe            | Pds | V | E | D | PP  | PC | SP  | Pts |
| ----------------- | --- | - | - | - | --- | -- | --- | --- |
| Jamaica           | 3   | 3 | 0 | 0 | 111 | 12 | +99 | 9   |
| Trinidad e Tobago | 3   | 2 | 0 | 1 | 43  | 39 | +4  | 6   |
| Ilhas Caimã       | 3   | 1 | 0 | 2 | 24  | 78 | –54 | 3   |
| Guiana            | 3   | 0 | 0 | 3 | 26  | 75 | –49 | 0   |

Fase eliminatória
|  | Quartas de final                                      | Quartas de final                                      |                                                       |        | Semifinais     | Semifinais     |  |  | Final                                                 | Final |
|  |                                                       |                                                       |                                                       |        |                |                |  |  |                                                       |       |
|  | 7 de julho – 9:30 – Complexo Esportivo Truman Bodden  |                                                       |                                                       |        |                |                |  |  |                                                       |       |
|  |                                                       |                                                       |                                                       |        |                |                |  |  |                                                       |       |
|  | Canadá                                                | 47                                                    |                                                       |        |                |                |  |  |                                                       |       |
|  | Canadá                                                | 47                                                    | 7 de julho – 12:48 – Complexo Esportivo Truman Bodden |        |                |                |  |  |                                                       |       |
|  | Guiana                                                | 5                                                     |                                                       |        |                |                |  |  |                                                       |       |
|  | Guiana                                                | 5                                                     | Canadá                                                | 55     |                |                |  |  |                                                       |       |
|  | 7 de julho – 9:52 – Complexo Esportivo Truman Bodden  |                                                       | Canadá                                                | 55     |                |                |  |  |                                                       |       |
|  |                                                       | Bermudas                                              | 0                                                     |        |                |                |  |  |                                                       |       |
|  | Trinidad e Tobago                                     | Bermudas                                              | 0                                                     | 5      |                |                |  |  |                                                       |       |
|  | Trinidad e Tobago                                     |                                                       | 7 de julho – 16:30 – Complexo Esportivo Truman Bodden | 5      |                |                |  |  |                                                       |       |
|  | Bermudas                                              | 7                                                     |                                                       |        |                |                |  |  |                                                       |       |
|  | Bermudas                                              | 7                                                     | Canadá                                                | 40     |                |                |  |  |                                                       |       |
|  | 7 de julho – 10:14 – Complexo Esportivo Truman Bodden |                                                       | Canadá                                                | 40     |                |                |  |  |                                                       |       |
|  |                                                       | Jamaica                                               | 5                                                     |        |                |                |  |  |                                                       |       |
|  | México                                                | Jamaica                                               | 5                                                     | 12     |                |                |  |  |                                                       |       |
|  | México                                                | 7 de julho – 13:10 – Complexo Esportivo Truman Bodden |                                                       | 12     |                |                |  |  |                                                       |       |
|  | Ilhas Caimã                                           | 7                                                     |                                                       |        |                |                |  |  |                                                       |       |
|  | Ilhas Caimã                                           | 7                                                     | México                                                | 7      | Terceiro lugar | Terceiro lugar |  |  |                                                       |       |
|  | 7 de julho – 10:36 – Complexo Esportivo Truman Bodden |                                                       | México                                                | 7      | Terceiro lugar | Terceiro lugar |  |  |                                                       |       |
|  |                                                       | Jamaica                                               | 24                                                    |        |                |                |  |  |                                                       |       |
|  | Jamaica                                               | Jamaica                                               | 24                                                    | 24     | Bermudas       | 0              |  |  |                                                       |       |
|  | Jamaica                                               |                                                       |                                                       | 24     | Bermudas       | 0              |  |  |                                                       |       |
|  | Barbados                                              | 10                                                    |                                                       | México | 50             |                |  |  |                                                       |       |
|  | Barbados                                              | 10                                                    |                                                       |        | 50             |                |  |  |                                                       |       |
|  |                                                       |                                                       |                                                       |        |                |                |  |  | 7 de julho – 17:14 – Complexo Esportivo Truman Bodden |       |
|  |                                                       |                                                       |                                                       |        |                |                |  |  |                                                       |       |

## América do Sul
A Sudamérica Rugby realizou um torneio em 29 e 30 de junho de 2019 em Santiago, Chile. A Argentina, campeã do torneio, garantiu vaga nos Jogos Olímpicos, enquanto o Brasil e o Chile avançaram ao torneio final de qualificação.
Grupo A
| Equipe    | Pds | V | E | D | PP  | PC  | SP   | Pts |
| --------- | --- | - | - | - | --- | --- | ---- | --- |
| Argentina | 4   | 4 | 0 | 0 | 184 | 5   | +179 | 12  |
| Paraguai  | 4   | 3 | 0 | 1 | 74  | 64  | +10  | 10  |
| Colômbia  | 4   | 2 | 0 | 2 | 80  | 26  | +54  | 8   |
| Peru      | 4   | 1 | 0 | 3 | 47  | 130 | –83  | 6   |
| Guatemala | 4   | 0 | 0 | 4 | 29  | 146 | –117 | 4   |

Grupo B
| Equipe     | Pds | V | E | D | PP  | PC  | SP   | Pts |
| ---------- | --- | - | - | - | --- | --- | ---- | --- |
| Brasil     | 4   | 4 | 0 | 0 | 148 | 22  | +126 | 12  |
| Chile      | 4   | 3 | 0 | 1 | 146 | 19  | +127 | 10  |
| Uruguai    | 4   | 2 | 0 | 2 | 106 | 61  | +45  | 8   |
| Costa Rica | 4   | 1 | 0 | 3 | 24  | 180 | –156 | 6   |
| Venezuela  | 4   | 0 | 0 | 4 | 26  | 168 | –142 | 4   |

Fase eliminatória
|  | Semifinais                                         | Semifinais                                         |   |                                                    | Final                                              | Final |  |
|  |                                                    |                                                    |   |                                                    |                                                    |       |  |
|  | 30 de junho de 2019 – 15:48 – Clube Old Grangonian |                                                    |   |                                                    |                                                    |       |  |
|  | Argentina                                          | 35                                                 |   |                                                    |                                                    |       |  |
|  | Chile                                              | 0                                                  |   |                                                    |                                                    |       |  |
|  |                                                    |                                                    |   |                                                    |                                                    |       |  |
|  |                                                    |                                                    |   |                                                    | 30 de junho de 2019 – 19:04 – Clube Old Grangonian |       |  |
|  |                                                    |                                                    |   |                                                    | Argentina                                          | 26    |  |
|  |                                                    | Brasil                                             | 0 |                                                    |                                                    |       |  |
|  |                                                    |                                                    |   |                                                    |                                                    |       |  |
|  |                                                    |                                                    |   |                                                    |                                                    |       |  |
|  |                                                    |                                                    |   |                                                    | Terceiro lugar                                     |       |  |
|  | 30 de junho de 2019 – 16:10 – Clube Old Grangonian | 30 de junho de 2019 – 16:10 – Clube Old Grangonian |   | 30 de junho de 2019 – 18:42 – Clube Old Grangonian | 30 de junho de 2019 – 18:42 – Clube Old Grangonian |       |  |
|  | Brasil                                             | 14                                                 |   | Chile                                              | 43                                                 |       |  |
|  | Paraguai                                           | 12                                                 |   |                                                    | Paraguai                                           | 0     |  |

## Ásia
A Asia Rugby realizou um torneio em 23 e 24 de novembro de 2019 em Incheon, Coreia do Sul. A vencedora do torneio, Coreia do Sul, ganhou vaga direta para os Jogos Olímpicos, enquanto Hong Kong e China receberam vagas para o Torneio Final de Qualificação Olímpica. O Japão já havia conquistado a vaga olímpica como país-sede.
Grupo A
| Equipe       | Pds | V | E | D | PP  | PC | SP   | Pts |
| ------------ | --- | - | - | - | --- | -- | ---- | --- |
| Hong Kong    | 2   | 2 | 0 | 0 | 108 | 0  | +108 | 6   |
| Malásia      | 2   | 1 | 0 | 1 | 26  | 73 | –47  | 4   |
| Taipé Chinês | 2   | 0 | 0 | 2 | 19  | 80 | –61  | 2   |

Grupo B
| Equipe    | Pds | V | E | D | PP | PC | SP  | Pts |
| --------- | --- | - | - | - | -- | -- | --- | --- |
| China     | 2   | 2 | 0 | 0 | 59 | 27 | +32 | 6   |
| Filipinas | 2   | 1 | 0 | 1 | 36 | 38 | –2  | 4   |
| Singapura | 2   | 0 | 0 | 2 | 24 | 54 | –30 | 2   |

Grupo C
| Equipe        | Pds | V | E | D | PP | PC | SP  | Pts |
| ------------- | --- | - | - | - | -- | -- | --- | --- |
| Coreia do Sul | 2   | 2 | 0 | 0 | 63 | 7  | +56 | 6   |
| Sri Lanka     | 2   | 1 | 0 | 1 | 33 | 49 | –16 | 4   |
| Afeganistão   | 2   | 0 | 0 | 2 | 5  | 45 | –40 | 2   |

Fase eliminatória
|  | Quartas de final                               | Quartas de final                               |                                                |           | Semifinais     | Semifinais     |  |  | Final                                          | Final |
|  |                                                |                                                |                                                |           |                |                |  |  |                                                |       |
|  | 24 de novembro – 10:00 – Estádio Namdong Asiad |                                                |                                                |           |                |                |  |  |                                                |       |
|  |                                                |                                                |                                                |           |                |                |  |  |                                                |       |
|  | Coreia do Sul                                  | 32                                             |                                                |           |                |                |  |  |                                                |       |
|  | Coreia do Sul                                  | 32                                             | 24 de novembro – 14:14 – Estádio Namdong Asiad |           |                |                |  |  |                                                |       |
|  | Malásia                                        | 7                                              |                                                |           |                |                |  |  |                                                |       |
|  | Malásia                                        | 7                                              | Coreia do Sul                                  | 12        |                |                |  |  |                                                |       |
|  | 24 de novembro – 10:22 – Estádio Namdong Asiad |                                                | Coreia do Sul                                  | 12        |                |                |  |  |                                                |       |
|  |                                                | China                                          | 7                                              |           |                |                |  |  |                                                |       |
|  | China                                          | China                                          | 7                                              | 50        |                |                |  |  |                                                |       |
|  | China                                          |                                                | 24 de novembro – 17:30 – Estádio Namdong Asiad | 50        |                |                |  |  |                                                |       |
|  | Singapura                                      | 5                                              |                                                |           |                |                |  |  |                                                |       |
|  | Singapura                                      | 5                                              | Coreia do Sul                                  | 12        |                |                |  |  |                                                |       |
|  | 24 de novembro – 10:44 – Estádio Namdong Asiad |                                                | Coreia do Sul                                  | 12        |                |                |  |  |                                                |       |
|  |                                                | Hong Kong                                      | 7                                              |           |                |                |  |  |                                                |       |
|  | Sri Lanka                                      | Hong Kong                                      | 7                                              | 17        |                |                |  |  |                                                |       |
|  | Sri Lanka                                      | 24 de novembro – 14:36 – Estádio Namdong Asiad |                                                | 17        |                |                |  |  |                                                |       |
|  | Filipinas                                      | 24                                             |                                                |           |                |                |  |  |                                                |       |
|  | Filipinas                                      | 24                                             | Filipinas                                      | 0         | Terceiro lugar | Terceiro lugar |  |  |                                                |       |
|  | 24 de novembro – 11:06 – Estádio Namdong Asiad |                                                | Filipinas                                      | 0         | Terceiro lugar | Terceiro lugar |  |  |                                                |       |
|  |                                                | Hong Kong                                      | 26                                             |           |                |                |  |  |                                                |       |
|  | Hong Kong                                      | Hong Kong                                      | 26                                             | 38        | China          | 19             |  |  |                                                |       |
|  | Hong Kong                                      |                                                |                                                | 38        | China          | 19             |  |  |                                                |       |
|  | Afeganistão                                    | 0                                              |                                                | Filipinas | 14             |                |  |  |                                                |       |
|  | Afeganistão                                    | 0                                              |                                                |           | 14             |                |  |  |                                                |       |
|  |                                                |                                                |                                                |           |                |                |  |  | 24 de novembro – 17:04 – Estádio Namdong Asiad |       |
|  |                                                |                                                |                                                |           |                |                |  |  |                                                |       |

## Europa
A Rugby Europe realizou um torneio em 13 e 14 de julho de 2019 em Colomiers, França.
As equipes elegíveis a participar do torneio incluíam:
- As nove melhores equipes olímpicas na Série Grand Prix de Sevens Masculino da Europa de 2019, com a Inglaterra representando a Grã-Bretanha[5]
- As duas melhores equipes no Troféu Europeu de Rugby Sevens Masculino de 2019
- A vencedora do Torneio de Conferência de Rugby Sevens Masculino de 2019

A Inglaterra venceu o torneio, significando que a Grã-Bretanha garantiu vaga para os Jogos Olímpicos de 2020. A segunda e a terceira colocadas, França e Irlanda, garantiram vaga para disputar o torneio final de qualificação.
Grupo A
| Equipe   | Pds | V | E | D | PP | PC  | SP   | Pts |
| -------- | --- | - | - | - | -- | --- | ---- | --- |
| França   | 3   | 3 | 0 | 0 | 86 | 15  | +71  | 9   |
| Itália   | 3   | 2 | 0 | 1 | 63 | 46  | +17  | 7   |
| Portugal | 3   | 1 | 0 | 2 | 64 | 29  | +35  | 5   |
| Hungria  | 3   | 0 | 0 | 3 | 0  | 123 | –123 | 3   |

Grupo B
| Equipe  | Pds | V | E | D | PP  | PC  | SP   | Pts |
| ------- | --- | - | - | - | --- | --- | ---- | --- |
| Espanha | 3   | 2 | 1 | 0 | 104 | 22  | +82  | 8   |
| Irlanda | 3   | 2 | 1 | 0 | 110 | 31  | +79  | 8   |
| Rússia  | 3   | 1 | 0 | 2 | 54  | 106 | –52  | 5   |
| Ucrânia | 3   | 0 | 0 | 3 | 12  | 121 | –109 | 3   |

Grupo C
| Equipe     | Pds | V | E | D | PP | PC  | SP  | Pts |
| ---------- | --- | - | - | - | -- | --- | --- | --- |
| Inglaterra | 3   | 3 | 0 | 0 | 97 | 14  | +83 | 9   |
| Alemanha   | 3   | 2 | 0 | 1 | 64 | 59  | +5  | 7   |
| Geórgia    | 3   | 1 | 0 | 2 | 52 | 57  | –5  | 5   |
| Lituânia   | 3   | 0 | 0 | 3 | 19 | 102 | –83 | 3   |

Fase elimiantória
|  | Quartas de final                               | Quartas de final                               |                                                |          | Semifinais     | Semifinais     |  |  | Final                                          | Final |
|  |                                                |                                                |                                                |          |                |                |  |  |                                                |       |
|  | 14 de julho – 11:00 – Estádio Michel Bendichou |                                                |                                                |          |                |                |  |  |                                                |       |
|  |                                                |                                                |                                                |          |                |                |  |  |                                                |       |
|  | França                                         | 28                                             |                                                |          |                |                |  |  |                                                |       |
|  | França                                         | 28                                             | 14 de julho – 14:59 – Estádio Michel Bendichou |          |                |                |  |  |                                                |       |
|  | Geórgia                                        | 0                                              |                                                |          |                |                |  |  |                                                |       |
|  | Geórgia                                        | 0                                              | França                                         | 19       |                |                |  |  |                                                |       |
|  | 14 de julho – 12:06 – Estádio Michel Bendichou |                                                | França                                         | 19       |                |                |  |  |                                                |       |
|  |                                                | Irlanda                                        | 12                                             |          |                |                |  |  |                                                |       |
|  | Irlanda                                        | Irlanda                                        | 12                                             | 21       |                |                |  |  |                                                |       |
|  | Irlanda                                        |                                                | 14 de julho – 18:11 – Estádio Michel Bendichou | 21       |                |                |  |  |                                                |       |
|  | Alemanha                                       | 0                                              |                                                |          |                |                |  |  |                                                |       |
|  | Alemanha                                       | 0                                              | França                                         | 7        |                |                |  |  |                                                |       |
|  | 14 de julho – 11:22 – Estádio Michel Bendichou |                                                | França                                         | 7        |                |                |  |  |                                                |       |
|  |                                                | Inglaterra                                     | 31                                             |          |                |                |  |  |                                                |       |
|  | Espanha                                        | Inglaterra                                     | 31                                             | 5        |                |                |  |  |                                                |       |
|  | Espanha                                        | 14 de julho – 15:21 – Estádio Michel Bendichou |                                                | 5        |                |                |  |  |                                                |       |
|  | Portugal                                       | 14                                             |                                                |          |                |                |  |  |                                                |       |
|  | Portugal                                       | 14                                             | Portugal                                       | 12       | Terceiro lugar | Terceiro lugar |  |  |                                                |       |
|  | 14 de julho – 11:44 – Estádio Michel Bendichou |                                                | Portugal                                       | 12       | Terceiro lugar | Terceiro lugar |  |  |                                                |       |
|  |                                                | Inglaterra                                     | 29                                             |          |                |                |  |  |                                                |       |
|  | Inglaterra                                     | Inglaterra                                     | 29                                             | 35       | Irlanda        | 26             |  |  |                                                |       |
|  | Inglaterra                                     |                                                |                                                | 35       | Irlanda        | 26             |  |  |                                                |       |
|  | Itália                                         | 0                                              |                                                | Portugal | 10             |                |  |  |                                                |       |
|  | Itália                                         | 0                                              |                                                |          | 10             |                |  |  |                                                |       |
|  |                                                |                                                |                                                |          |                |                |  |  | 14 de julho – 17:46 – Estádio Michel Bendichou |       |
|  |                                                |                                                |                                                |          |                |                |  |  |                                                |       |

## Oceania
A Oceania Rugby realizou o Torneio de Sevens Masculino da Oceania de 7 a 9 de novembro de 2019 em SuvaSuva, Fiji. O torneio incluiu o Japão como equipe convidada. A Austrália venceu o título da Oceania e garantiu vaga direta para as Olimpíadas. Como próximas equipes elegíveis não qualificadas, Samoa e Tonga receberam vagas para disputar a última vaga no Torneio Final de Qualificação. Fiji e Nova Zelândia já haviam conquistado a vaga anteriormente, ao ficar entre os quatro primeiros na Série Mundial de Rugby Sevens 2018-2019.
Grupo A
| Pos. | Equipe           | Pds | V | E | D | PP  | PC  | SP   | Pts | Qualificação                  |
| ---- | ---------------- | --- | - | - | - | --- | --- | ---- | --- | ----------------------------- |
| 1    | Fiji             | 4   | 4 | 0 | 0 | 175 | 15  | +160 | 12  | Avançou ao play-off do título |
| 2    | Japão            | 4   | 3 | 0 | 1 | 98  | 45  | +53  | 10  | Avançou ao play-off do título |
| 3    | Nova Zelândia    | 4   | 2 | 0 | 2 | 124 | 38  | +86  | 8   | Classificação do meio         |
| 4    | Predefinição:Ru7 | 4   | 1 | 0 | 3 | 17  | 180 | –163 | 6   | Classificação de baixo        |
| 5    | Predefinição:Ru7 | 4   | 0 | 0 | 4 | 7   | 143 | –136 | 4   | Décima quinta posição         |

Grupo B
| Pos. | Equipe           | Pds | V | E | D | PP  | PC  | SP   | Pts | Qualificação                  |
| ---- | ---------------- | --- | - | - | - | --- | --- | ---- | --- | ----------------------------- |
| 1    | Samoa            | 4   | 4 | 0 | 0 | 156 | 7   | +149 | 12  | Avançou ao play-off do título |
| 2    | Papua-Nova Guiné | 4   | 3 | 0 | 1 | 77  | 50  | +27  | 10  | Partida do quinto lugar       |
| 3    | Ilhas Salomão    | 4   | 2 | 0 | 2 | 45  | 88  | –43  | 8   | Classificação do meio         |
| 4    | Ilhas Cook       | 4   | 1 | 0 | 3 | 50  | 88  | –38  | 6   | Classificação do meio         |
| 5    | Tuvalu           | 4   | 0 | 0 | 4 | 24  | 119 | –95  | 4   | Classificação de baixo        |

Grupo C
| Pos. | Equipe          | Pds | V | E | D | PP  | PC  | SP   | Pts | Qualificação                  |
| ---- | --------------- | --- | - | - | - | --- | --- | ---- | --- | ----------------------------- |
| 1    | Austrália       | 4   | 4 | 0 | 0 | 201 | 7   | +194 | 12  | Avançou ao play-off do título |
| 2    | Tonga           | 4   | 3 | 0 | 1 | 97  | 44  | +53  | 10  | Partida do quinto lugar       |
| 3    | Samoa Americana | 4   | 2 | 0 | 2 | 41  | 116 | –75  | 8   | Classificação do meio         |
| 4    | Vanuatu         | 4   | 1 | 0 | 3 | 43  | 119 | –76  | 6   | Classificação de baixo        |
| 5    | Nauru           | 4   | 0 | 0 | 4 | 33  | 129 | –96  | 4   | Classificação de baixo        |

Play-off do título
|  | Play-off internacional                                        | Play-off internacional |                                                                 |  | Final da Oceania | Final da Oceania |
|  |                                                               |                        |                                                                 |  |                  |                  |
|  | 9 de novembro de 2019 – 16:14 – Estádio ANZ                   |                        |                                                                 |  |                  |                  |
|  |                                                               |                        |                                                                 |  |                  |                  |
|  | Fiji                                                          | 33                     |                                                                 |  |                  |                  |
|  | Fiji                                                          | 33                     | 9 de novembro de 2019 – 19:50 – Estádio ANZ Fiji 7 Austrália 22 |  |                  |                  |
|  | Japão                                                         | 0                      |                                                                 |  |                  |                  |
|  | Japão                                                         | 0                      |                                                                 |  |                  |                  |
|  | Olympic qualifier 9 de novembro de 2019 – 16:36 – Estádio ANZ |                        |                                                                 |  |                  |                  |
|  |                                                               |                        |                                                                 |  |                  |                  |
|  | Samoa                                                         | 12                     |                                                                 |  |                  |                  |
|  | Samoa                                                         | 12                     | Terceiro lugar                                                  |  |                  |                  |
|  | Austrália                                                     | 19                     |                                                                 |  |                  |                  |
|  | Austrália                                                     | 19                     | 9 de novembro de 2019 – 18:57 – Estádio ANZ                     |  |                  |                  |
|  |                                                               |                        |                                                                 |  |                  |                  |
|  | Japão                                                         | 26                     |                                                                 |  |                  |                  |
|  | Japão                                                         | 26                     |                                                                 |  |                  |                  |
|  | Samoa                                                         | 21                     |                                                                 |  |                  |                  |
|  | Samoa                                                         | 21                     |                                                                 |  |                  |                  |
|  |                                                               |                        |                                                                 |  |                  |                  |
|  |                                                               |                        |                                                                 |  |                  |                  |
|  | 9 de novembro de 2019 – 19:50 – Estádio ANZ                   |                        |                                                                 |  |                  |                  |
|  |                                                               |                        |                                                                 |  |                  |                  |
|  | Fiji                                                          | 7                      |                                                                 |  |                  |                  |
|  | Fiji                                                          | 7                      |                                                                 |  |                  |                  |
|  | Austrália                                                     | 22                     |                                                                 |  |                  |                  |
|  | Austrália                                                     | 22                     |                                                                 |  |                  |                  |

Partida do quinto lugar
|  |                                             |    |  |  |  |  |
|  | 9 de novembro de 2019 – 17:20 – Estádio ANZ |    |  |  |  |  |
|  |                                             |    |  |  |  |  |
|  | Papua-Nova Guiné                            | 0  |  |  |  |  |
|  | Papua-Nova Guiné                            | 0  |  |  |  |  |
|  | Tonga                                       | 31 |  |  |  |  |
|  | Tonga                                       | 31 |  |  |  |  |
|  |                                             |    |  |  |  |  |
|  |                                             |    |  |  |  |  |
|  |                                             |    |  |  |  |  |
|  |                                             |    |  |  |  |  |
|  |                                             |    |  |  |  |  |
|  |                                             |    |  |  |  |  |

## Evento de Qualificação Olímpica
Um torneio de repescagem de doze equipes estava programado para acontecer em 20 e 21 de junho de 2020, porém foi adiado devido à pandemia de COVID-19. A nova data será em 19 e 20 de junho de 2021, em Mônaco. As duas melhores equipes ainda não qualificadas pelos seis torneios de qualificação continental irão jogar o torneio, com a campeã conquistando a vaga olímpica.
| Continente       | Qualificados |
| ---------------- | ------------ |
| África           | Uganda       |
| África           | Zimbábue     |
| América do Norte | Jamaica      |
| América do Norte | México       |
| América do Sul   | Brasil       |
| América do Sul   | Chile        |
| Ásia             | China        |
| Ásia             | Hong Kong    |
| Europa           | França       |
| Europa           | Irlanda      |
| Oceania          | Samoa        |
| Oceania          | Tonga        |
| Total            | 12           |

Grupo A
| Equipe      | Pds | V | E | D | PP  | PC  | SP   | Pts |
| ----------- | --- | - | - | - | --- | --- | ---- | --- |
| Irlanda (Q) | 4   | 4 | 0 | 0 | 126 | 17  | +109 | 12  |
| Samoa (Q)   | 4   | 3 | 0 | 1 | 156 | 38  | +118 | 10  |
| Zimbábue    | 4   | 2 | 0 | 2 | 64  | 81  | −17  | 8   |
| Tonga       | 4   | 1 | 0 | 3 | 43  | 128 | −85  | 6   |
| México      | 4   | 0 | 0 | 4 | 17  | 142 | −125 | 4   |

Grupo B
| Equipe        | Pds | V | E | D | PP  | PC  | SP   | Pts |
| ------------- | --- | - | - | - | --- | --- | ---- | --- |
| França (Q)    | 3   | 3 | 0 | 0 | 119 | 12  | +107 | 9   |
| Hong Kong (Q) | 3   | 2 | 0 | 1 | 62  | 56  | +6   | 7   |
| Chile         | 3   | 1 | 0 | 2 | 53  | 74  | –21  | 5   |
| Jamaica       | 3   | 0 | 0 | 3 | 10  | 102 | –92  | 3   |

## Fase eliminatória
|  | Semifinal         | Semifinal |    |  | Final             | Final |  |
|  |                   |           |    |  |                   |       |  |
|  | 20 de junho 16:23 |           |    |  |                   |       |  |
|  | França            | 31        |    |  |                   |       |  |
|  | Samoa             | 0         |    |  |                   |       |  |
|  |                   |           |    |  |                   |       |  |
|  |                   |           |    |  | 20 de junho 19:07 |       |  |
|  |                   |           |    |  | França            | 19    |  |
|  |                   | Irlanda   | 28 |  |                   |       |  |
|  |                   |           |    |  |                   |       |  |
|  |                   |           |    |  |                   |       |  |
|  |                   |           |    |  |                   |       |  |
|  | 20 de junho 16:45 |           |    |  |                   |       |  |
|  | Irlanda           | 28        |    |  |                   |       |  |
|  | Hong Kong         | 5         |    |  |                   |       |  |

- Notas:

1. ↑  Uganda foi uma desistência tardia do torneio devido a testes positivos para COVID-19 no elenco após a chegada em Mônaco.[14]
2. 1 2  Brasil e China desistiram um mês antes do torneio devido a desafios apresentados pela pandemia da COVID-19.[15]